# 初恋ゾンビ
『初恋ゾンビ』（はつこいゾンビ）は、峰浪りょうによる日本の漫画。『週刊少年サンデー』（小学館）にて、2015年46号から2019年17号まで連載された。
初恋相手を理想化、妄想化した思念体を見る能力を持つようになってしまった男子高校生を中心としたラブコメディ作品。タイトルにゾンビと付いているが、厳密な意味での死体が蘇った人間などの残酷な表現は登場せず、作中の描写ではゾンビというより幽霊に近い。作者にとってはWEBサイト掲載の前作『ヒメゴト〜十九歳の制服〜』に続く連載作品であり、初めての少年誌での週刊連載作品。紙媒体での連載も本作が初めてである。『週刊少年サンデー』への掲載は読み切り「ハナヨメわらし」（『週刊少年サンデー』2012年43号）以来。

## あらすじ
何事にも情熱を示さない高校生久留目タロウ（くるめ タロウ）は、頭の怪我をきっかけに、初恋相手を理想化・妄想化した脳内彼女的思念体＝“初恋ゾンビ”が見えるようになってしまう。タロウの初恋相手にそっくりな初恋ゾンビ“イヴ“や、周囲の初恋ゾンビのために平穏な生活が一変したタロウのもとに、タロウと同じく初恋ゾンビを見る能力を持つ転入生、指宿凛々澄（いぶすき りりと）が現れる。平穏な日常を取り戻したいタロウは、時に凛々澄と協力しつつ、周囲の恋愛トラブルを解決していくことになり、また自身のこじれきった初恋とも向き合うことになる。さらに、凛々澄の正体は男装をした少女（りりす）だった。

## 登場人物
登場人物の名字は、九州地方の地名から取られている。

### 主要人物
久留目 タロウ（くるめ タロウ）
本作の主人公。若狭ノ宮高校1年2組。母親によって数多くの習い事をさせられた経験から、何事にも熱中しない“省エネ男“になった。要領が良く何事にもそつかない昼行燈。基本的には冷静であり、周囲へのフォローをさり気なく行うが、自分に向けられる好意には鈍感。
江火野の打球を受けて額に怪我をしたことがきっかけで、脳内彼女的思念体＝初恋ゾンビを見る能力を持つようになる。
幼稚園時代に英語教室で出会った指宿凛々澄（いぶすき りりす）に初恋をして“イヴ”を生み出した。しかし、イヴが見えるようになるまで英語教室での出来事を忘れていた。幼少期は活発な性格だったが、凛々澄が引っ越したのを期に今の冷めた性格になった。理想的な存在であるイヴに最も惹かれつつ、江火野との関係が変わっていくことも感じており、凛々澄本人からは目を逸らし続けている。
髪の毛はツンツン気味の天然パーマで、顔はアイドルグループのよく見ると微妙な奴程度。連載当初は凛々澄と同じくらいの体格だったが、徐々に身長が伸び体格差が開きつつある。
イヴ
久留目タロウの初恋相手である幼稚園時代の指宿凛々澄をモデルにした初恋ゾンビ。普通の初恋ゾンビは持ち主が就寝した場合や恋が成就した場合に消えるのに対し、独自の進化を遂げたイヴはタロウの就寝中も消えずタロウの恋が成就しても消滅しないという異例の存在となっている。
タロウの理想の姿をした美少女。凛々澄によく似た容姿だが、タロウの好みを反映してロングヘアで、実際の凛々澄より背が低く巨乳である等の違いがある。タロウ曰く｢世界で一番可愛い女の子｣。
タロウの願望の具現化であるにも関わらずタロウの命令を拒否するなど、他の初恋ゾンビには見られない自発的とも思える言動を示す。怒りで感情がたかぶった時は対象に手を触れることができるようになる等進化していく。タロウと連動している部分もあり、タロウが眠い時にはイヴも眠ってしまい、タロウには嘘がつけない。
指宿 凛々澄（いぶすき りりと）
帰国子女の転校生。幼稚園時代にタロウと同じ英語教室に通っていた。タロウの初恋相手。端麗な顔立ちで、イヴによく似た容姿。タロウと同じく初恋ゾンビを見る能力を持ち、さらに初恋ゾンビに命令してある程度行動を操ることができる。
美少年を装っているが実は男装した美少女。本名は八女 凛々澄（やめ りりす）。幼少時、父親の初恋ゾンビを見たことで家庭の崩壊を招いたトラウマを持つ。また美少女であるが故に自身をモデルにした初恋ゾンビが生まれやすく、性的な妄想の対象にされることに耐えられなくなり、12歳で女の子であることを捨てた。初恋ゾンビを見る能力は幼少時にタロウからうつされたもので、タロウへの復讐を宣言する一方で、タロウが自身をモデルにした初恋ゾンビを持っていたことには喜びを感じるなど複雑な葛藤を持つ。初恋ゾンビを成仏させる方法を知らず、あえて人に嫌われるように振舞うことで失恋ゾンビから身を守ってきた。男だと聞かされたタロウの母親からは、タロウの初恋が実らないことを残念がられた。
華奢な体格。サポーターを着用し体型を隠しているが、先入観を持たない者からは美少女に見える。目ざとい者であれば仕草も無理をしていると見破られる。
理知的で聡明。女生徒から人気があるため、転入当初は女慣れした帰国子女の王子様キャラを演じていたが、本来は素直で優しい（チョロい）性格であり、表面上のクールな仮面が崩壊しつつある。初恋ゾンビであるイヴに情がうつり、唯一の女友達である江火野にも信頼を置くようになってからは、周囲への配慮から現状を維持せざるを得ない状況に追い込まれている。
江火野 芽衣（えびの めい）
若狭ノ宮高校1年2組。タロウとは小学校の時からの幼なじみ。バレーボール部に所属している。モデルのような長身美女でスタイルも抜群であり、学校では人気者。切れ長の目に太眉がトレードマーク。
気が強く負けず嫌いな性格で、みさを先輩のようなタイプとは犬猿の仲。恋愛には興味がないと語る。
自身の打球が原因でタロウに怪我をさせたことや、怪我をきっかけにタロウの行動・性格が変わってしまったことを気にしている。省エネ人間から脱却しつつあるタロウを意識し始める。また、凛々澄が女性であることを知ってしまうが、同時にタロウへの恋心を自覚したため、そのことをタロウに伝えるに至らなかった。
実家は食堂を経営しており、弟二人、妹一人の四人兄弟の長女。小学校1年生のころはクラスメイトのタロウと疎遠だったが、小学校4、5年で再びクラスが一緒になりタロウと話すようになった。八代龍や天草亜美などのクラスメイトやタロウの母親からはタロウとの仲を冷やかされている。

### 若狭ノ宮高校の生徒
八代 龍（やつしろ りゅう）
タロウ・江火野芽衣と同じ中学出身で現在も同じクラスの男子生徒。タロウとは小学校時代に空手教室で知り合った。天草亜美との恋を成就させた後は、江火野の恋を後押しする。
天草 亜美（あまくさ あみ）
タロウのクラスメイトで江火野の友人。基本的に大人しい性格だが、スイッチが入るとスケバン風の強気な性格に変わる。八代龍との恋を成就させた後は、江火野の恋を後押しする。
人吉 伊純（ひとよし いすみ）
タロウのクラスメイト。江火野芽衣がモデルの初恋ゾンビを持つ。純情そうな見た目だがよく過激な妄想をしている。嫉妬深く、江火野が異性と話しているとすぐに初恋ゾンビが失恋ゾンビ化する。
第2話では名前は伊澄だが、その後の話や単行本3巻のクラスメイト紹介では伊純と表記されている。
文化祭でタロウの計らいによって江火野とロミオとジュリエットを演じる事になるが、本番になると緊張のあまり萎縮してしまい、結局タロウが演じるが、この件で彼女への恋心の形は付き合いたいのではなくストレスなく彼女を見守りたいのだという感情に気付き、それ以降はゾンビも沈静化している。
都城 静（みやこのじょう しずか）
タロウのクラスメイト。3次元に興味のないオタクだったが、ギャルの三股希空に初恋をする。自らの恋心を否定して、病んだ初恋ゾンビを生み出した。タロウの言葉を受けて希空と向き合い、恋を成就させて初恋ゾンビを成仏させた。
三股 希空（みまた のあ）
1年7組の女子生徒。ギャル風の格好をしている。太った男性が好みで、学外でよく見かける都城静に恋をした。都城静との恋を成就させた後は、久留目タロウの恋を応援し、タロウと指宿凛々澄がお似合いだと思っている。
肆部合 みさを（しぶあい みさお）
華道部所属の2年生。可憐な姿や儚さで、恋を知らずに出会った男は運命を感じてしまうことから「初恋キラー」と呼ばれている。
儚い雰囲気は演技で、多くの男の初恋を奪う初恋キラーでいることに喜びを感じている。容姿や家柄が完璧な指宿凛々澄に目をつけ、凛々澄の初恋を奪おうとした。凛々澄に近づく過程でタロウと接触するし、初恋ではない事は知った上で凛々澄のついでとして陥落してやろうとターゲットにするが、その後目立った行動は無かった。
傲岸不遜な性格ではあるが、過去におしおきされたトラウマから祖父は非常に恐れている。
目を見ることで相手が初恋を経験しているかを見抜くことができる。この事からタロウは初恋ゾンビが見える能力と何らかの関係性を持っているのではと推測したが、特に関連性はなく、
観察眼や技術に近いようだ。
恋ヶ浦 波蘭（こいがうら はらん）
2年生。学校一のモテ男で、常に複数の女生徒を連れている。異性を侍らすみさを先輩とは似たような境遇であり古くから犬猿の仲で何らかの因縁を予想されたが実際はただの同族嫌悪であった。
指宿凛々澄を女生徒では無いかと疑っていたが、結局男と思ったまま凛々澄に初恋をしかけている。意外にウブな面があり初恋ゾンビが芽生えかけているが、本人はその感情を否定しギリギリの所で押し留めているが、タロウは一定の理解を示し見て見ぬフリをして凛々澄には悟られないようにする情けをかけている。

### タロウの家族
久留目 那津子（くるめ なつこ）
久留目タロウ・成人・一姫の母親。タロウを多数の習い事に通わせ、省エネ男になる原因をつくった。息子や娘の色恋沙汰をよくひやかす。
久留目 成人（くるめ なすと）
久留目タロウの弟で小学５年生。江火野に初恋をした。多くの習い事をしているが、手を抜いたタロウと違って全てを真面目にこなす努力家。
久留目 正太郎（くるめ しょうたろう）
久留目タロウの曽祖父。タロウと同じく初恋ゾンビを見る能力を持つ。
久留目 一姫（くるめ かずき）
久留目タロウの姉で大学生。多数の習い事に通い、その全てで優秀な成績を示した元神童。凛々澄の正体を一目で見破る。
久留目 祟太郎（くるめ しゅうたろう）
久留目タロウの父親。アメリカで大学教授をしている。確率計算により宝くじを毎年当てて久留目家の生計を立てている。根っからの男嫌いであり、息子であるタロウや成人にも冷たく接している。

### 主要人物の関係者
八女 桃代（やめ ももよ）
指宿凛々澄の祖母。凛々澄を女の子として育てたいと考えており、凛々澄の男装がバレるよう画策する。
八女 勝馬（やめ かつま）
指宿凛々澄の祖父。大地主である八女家の当主。凛々澄を八女家の跡取り孫息子として育て、江火野を凛々澄の嫁に迎えたいと考えている。
八女 菜々乃（やめ ななの）
指宿凛々澄の母。凛々澄に似た美女。元夫に捨てられてからは、八女家の事業を引き継ぎ敏腕女社長となった。
針摺（はりすり）
八女家の執事長。使用人の中で、唯一凛々澄が女性であることを知っている。アリスという娘がおり、針摺と同じく執事をしている。
二月田 朱々子（にがつでん すずこ）
潔白女学園中等部3年生。タロウや凛々澄と同じ英語教室に通っていた縁がある。凛々澄の妹のような存在で、凛々澄の恋を応援している。

## 用語解説
初恋ゾンビ
初恋相手を理想化した脳内彼女的思念体。久留目タロウが命名して、後に指宿凛々澄も呼ぶようになる。初恋相手をモデルにして、創造者（クリエーター）の理想の姿をしている。初恋を成就させると成仏して消え、一度消えると復活はしない。
創造者が初恋の相手を現在進行形で好きな場合、初恋ゾンビは輝いていて、創造者のそばで妄想を表現している。一方で創造者が初恋に思い入れがない場合、意識を失い離れたところで宙を漂っている。
病んだ初恋ゾンビやゼリーゾンビのように、創造者の心理状態によって姿や性質が変化する。
凛々澄は初恋ゾンビに命令をすることで簡単な行動を操ることができるが、その際には凛々澄と初恋ゾンビの創造者に負荷がかかる。
失恋ゾンビ
創造者が初恋相手に失恋したと感じた時に生じる初恋ゾンビが変身した姿。イヴが命名した。もとのモデルの容姿を保ちつつ悪魔のような姿になる。露出の多い格好になることが多い。
失恋ゾンビは創造者の恨みを初恋相手やその周囲に放つ力がある。
初恋ゾンビが変身する失恋の程度には個人差があり、人吉伊純の初恋ゾンビは周囲の些細な言動ですぐに失恋ゾンビ化する。

## 書誌情報
- 峰浪りょう 『初恋ゾンビ』 小学館〈少年サンデーコミックス〉、全17巻
  1. 2016年3月18日発売[3]、ISBN 978-4-09-126440-4
  2. 2016年6月17日発売[4]、ISBN 978-4-09-127168-6
  3. 2016年8月18日発売[5]、ISBN 978-4-09-127324-6
  4. 2016年10月18日発売[6]、ISBN 978-4-09-127401-4
  5. 2016年12月16日発売[7]、ISBN 978-4-09-127457-1
  6. 2017年3月17日発売[8]、ISBN 978-4-09-127512-7
  7. 2017年5月18日発売[9]、ISBN 978-4-09-127563-9
  8. 2017年7月18日発売[10]、ISBN 978-4-09-127665-0
  9. 2017年10月18日発売[11]、ISBN 978-4-09-127857-9
  10. 2018年1月18日発売[12]、ISBN 978-4-09-128079-4
  11. 2018年4月18日発売[13]、ISBN 978-4-09-128242-2
  12. 2018年6月18日発売[14]、ISBN 978-4-09-128264-4
  13. 2018年9月18日発売[15]、ISBN 978-4-09-128397-9
  14. 2018年12月18日発売[16]、ISBN 978-4-09-128594-2
  15. 2019年3月18日発売[17]、ISBN 978-4-09-128804-2
  16. 2019年5月17日発売[18]、ISBN 978-4-09-129159-2
  17. 2019年6月18日発売[19]、ISBN 978-4-09-129168-4